# Domingo Rodríguez (futbolista)
Domingo Rodríguez (San Miguel de Tucumán, Tucumán; 21 de marzo de 1939) es un exfutbolista argentino que jugaba como delantero.

## Trayectoria

### Atlético Tucumán
Rodriguez debutó en Atlético Tucumán de muy joven, formando parte de una de las mejores camadas de la historia del decano, compartiendo con Albrecht, Ginel, entre otros. En 1957 se consagró campeón de la Liga Tucumana con 19 años, siendo figura y goleador, con 32 goles en 30 partidos, cortando una racha negativa del club de 5 años sin consagrarse campeón anual. En 1958 se coronó bicampeón tucumano, en lo que fue el segundo de los 8 en total que ganó el club de manera consecutiva.

### River Plate
En 1959 llega a River, como una promesa, con el peso de tener que remplazar a Ángel Labruna. Rodríguez tuvo su debut goleador con la camiseta de River en un Superclásico ante Boca. Sin embargo no cumplió con las expectativas.

### Atlanta
En 1960 llega a Atlanta, donde jugó una temporada. Con el bohemio fue campeón de la Copa Suecia.

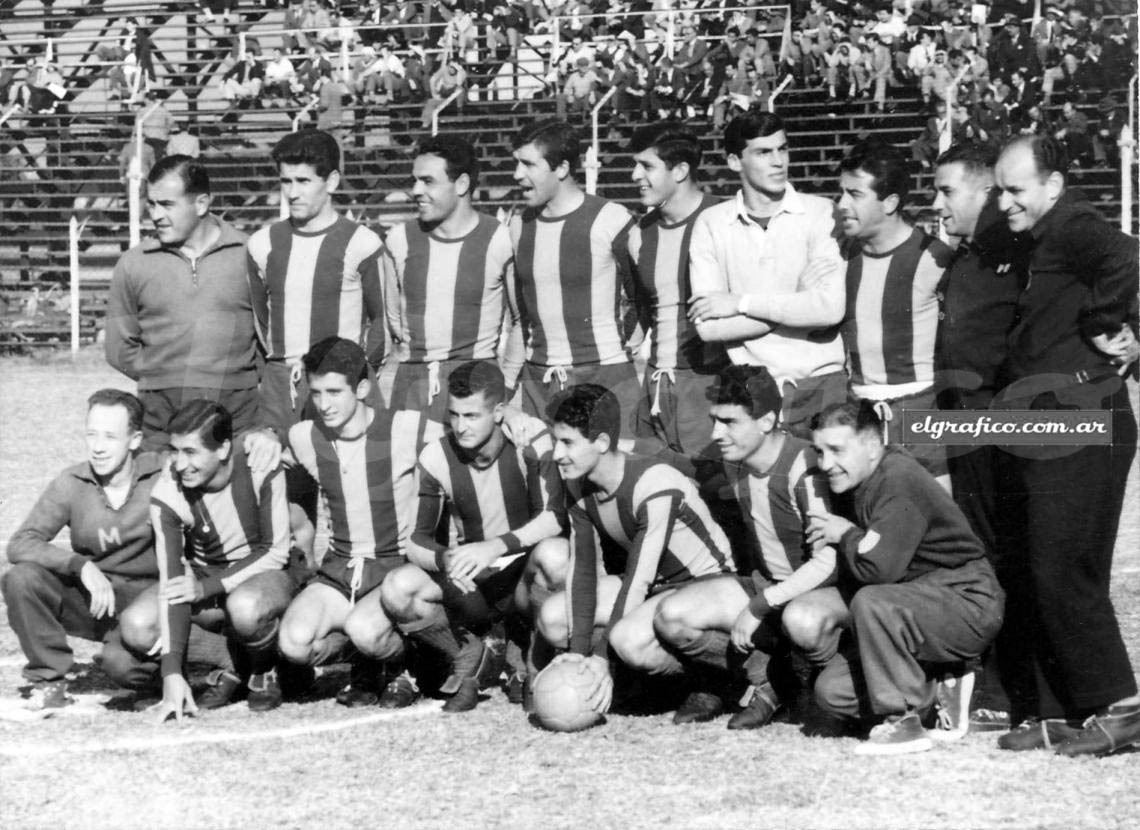
Equipo de Atlanta campeón 1960.

### Kimberley
Luego de su paso por el fútbol porteño, Rodríguez llega a Mar del Plata para jugar en Kimberley. En 1962 se coronó campeón de la Liga Marplatense, cortando 15 años sin títulos del club.

### San Lorenzo (MDP)
En 1966 pasa a San Lorenzo de Mar del Plata, equipo que venía siendo el más dominante del torneo doméstico, se consagra campeón y clasifica al Torneo Regional 1967. Su actuación en el regional, le permitió jugar el primer torneo nacional de la historia del fútbol  argentino.

## Clubes
| Club              | País      |
| ----------------- | --------- |
| Atlético Tucumán  | Argentina |
| River             | Argentina |
| Atlanta           | Argentina |
| Kimberley         | Argentina |
| San Lorenzo (MDP) | Argentina |

## Palmarés
| Título           | Equipo            | País      | Año  |
| ---------------- | ----------------- | --------- | ---- |
| Liga Tucumana    | Atlético Tucumán  | Argentina | 1957 |
| Liga Tucumana    | Atlético Tucumán  | Argentina | 1958 |
| Copa Suecia      | Atlanta           | Argentina | 1960 |
| Liga Marplatense | Kimberley         | Argentina | 1962 |
| Liga Marplatense | San Lorenzo (MDP) | Argentina | 1966 |
| Liga Marplatense | San Lorenzo (MDP) | Argentina | 1967 |